# Gonçal Mayos Solsona
Gonçal Mayos Solsona (Vilanova de la Barca, 4 ottobre 1957) è un saggista e filosofo spagnolo, professore presso l'Università di Barcellona.

## Biografia
Specialista di Nietzsche, Hegel, Herder, Kant, Cartesio, D'Alembert, si è evoluto nello studio dei grandi movimenti moderni (razionalismo, illuminismo, romanticismo, filosofie del sospetto) e la sua influenza sul postmodernismo contemporaneo. Mayos ha coniato il termine "macrofilosofía" per caratterizzare la sua analisi globale di processi interdisciplinari e di lungo periodo. Ha scritto numerosi libri e articoli, dirige OPEN-PHI (Open Network for Postdisciplinarity and Macrophilosophy), co-dirige GIRCHE (Grup Internacional de Recerca "Cultura, Història i Estat") e presiede il Liceu de filosofía Joan Maragall all'interno dell'Ateneu Barcelonès.